# Lutzomyia
Lutzomyia is een muggengeslacht uit de familie van de motmuggen (Psychodidae).

## Soorten
- L. apache (Young and Perkins, 1984)
- L. aquilonius (Fairchild and Harwood, 1962)
- L. californicus (Fairchild and Hertig, 1957)
- L. cubensis (Fairchild and Trapido, 1950)
- L. oppidanus (Dampf, 1944)
- L. shannoni (Dyar, 1929)
- L. stewarti (Mangabeira and Galindo, 1944)
- L. tanyopsis Young and Perkins, 1984
- L. texanus (Dampf, 1938)
- L. vexator (Coquillett, 1907)
- L. xerophila Young, Brenner, and Wargo, 1983